# Otho (Iowa)
Pour les articles homonymes, voir Otho.
Otho est une ville, du comté de Webster en Iowa, aux États-Unis. Elle est incorporée le 3 juin 1954.

## Source de la traduction
- (en) Cet article est partiellement ou en totalité issu de l’article de Wikipédia en anglais intitulé « Otho, Iowa » (voir la liste des auteurs).